# Dahlem-Dorf (Berlins tunnelbana)
Dahlem-Dorf en station på linje U3 i Berlins tunnelbana. Stationen öppnades 1913. Den ligger vid Königin-Luise-Strasse i anslutning till Domäne Dahlem, Freie Universität-institutioner samt Museumszentrum Berlin-Dahlem.
Stationen byggdes som del i Wilmersdorf-Dahlemer-Untergrundbahn mellan Wittenbergplatz och Thielplatz som öppnade för trafik 1913. Stationsbyggnaden har hämtat sin arkitektur från korsvirkeshus i norra Tyskland och har därmed samma lantliga stil som Domäne Dahlem. Stationen förstördes i en brand 1980 men återuppbyggdes efter originalritningarna. Från ursprungskonstruktionen finns en liten blå bod på perrongen. 2012 brann delar av taket varpå trafiken fick ställas in flera dagar. 

## Galleri

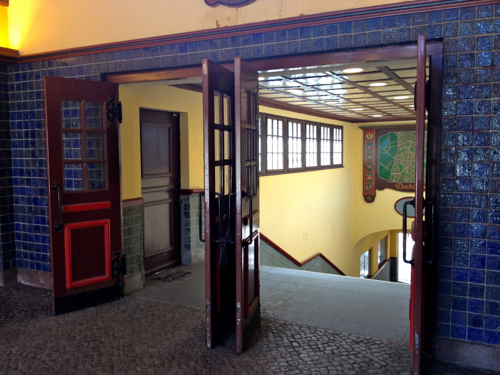
Ingång till nedgång
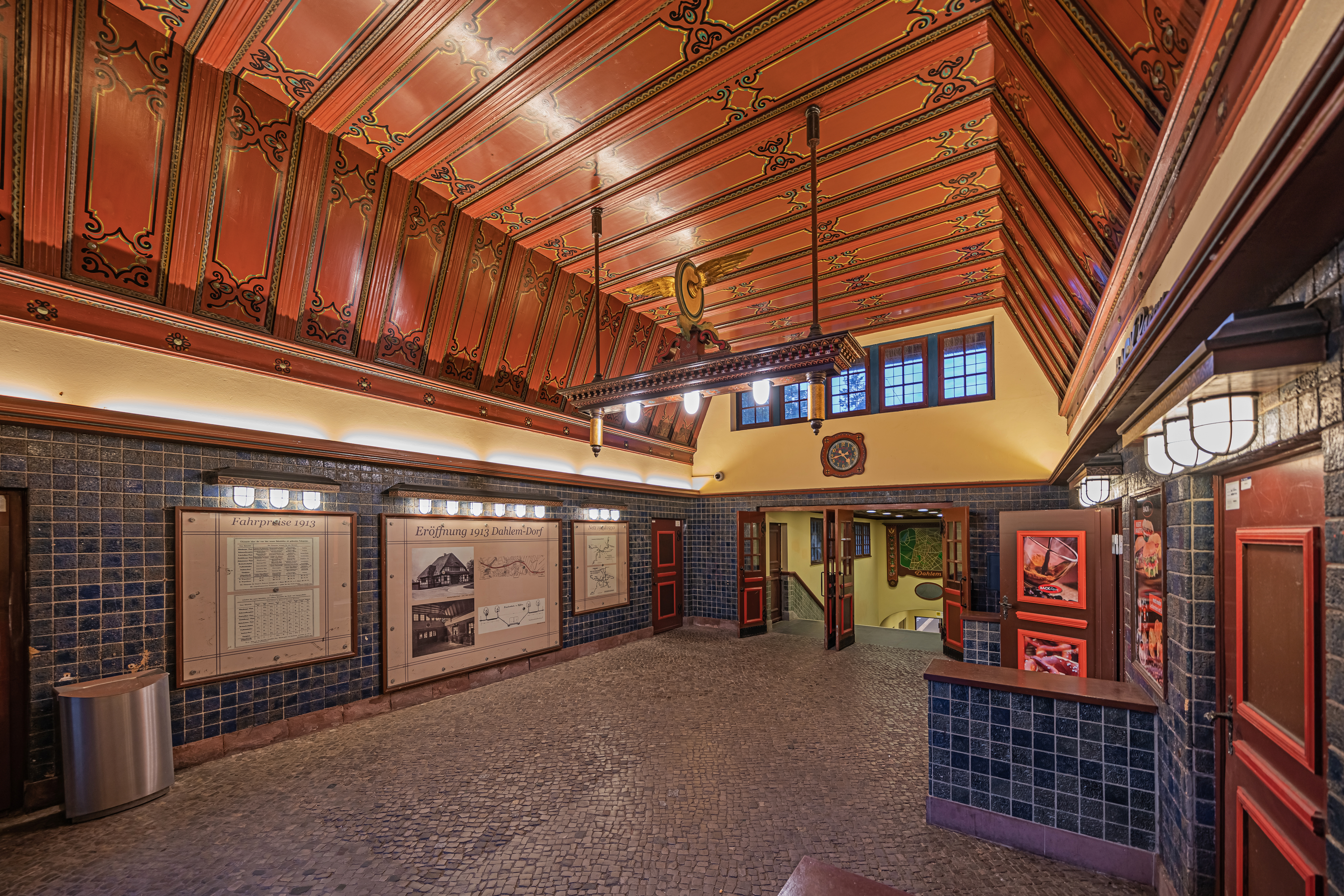
Innertak
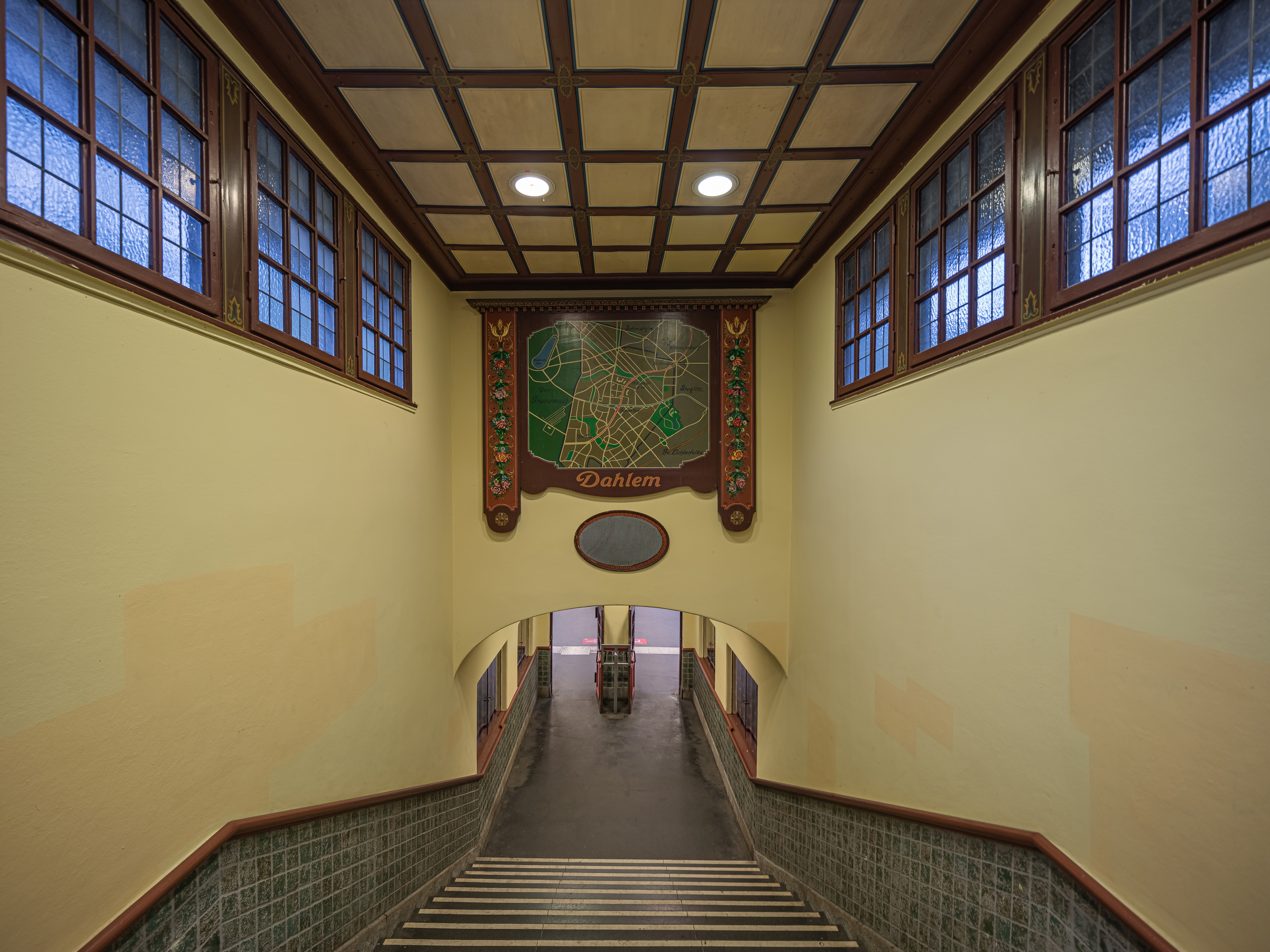
Taket vid trapporna ner till perrongen
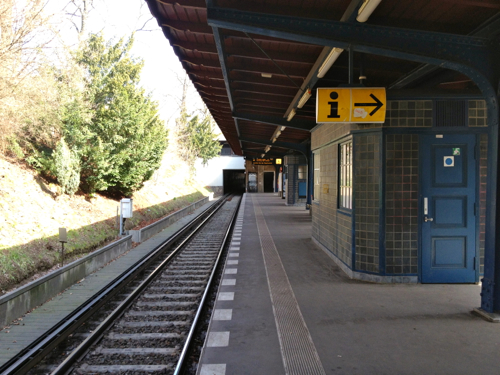
Perrong med blå originalbyggnad
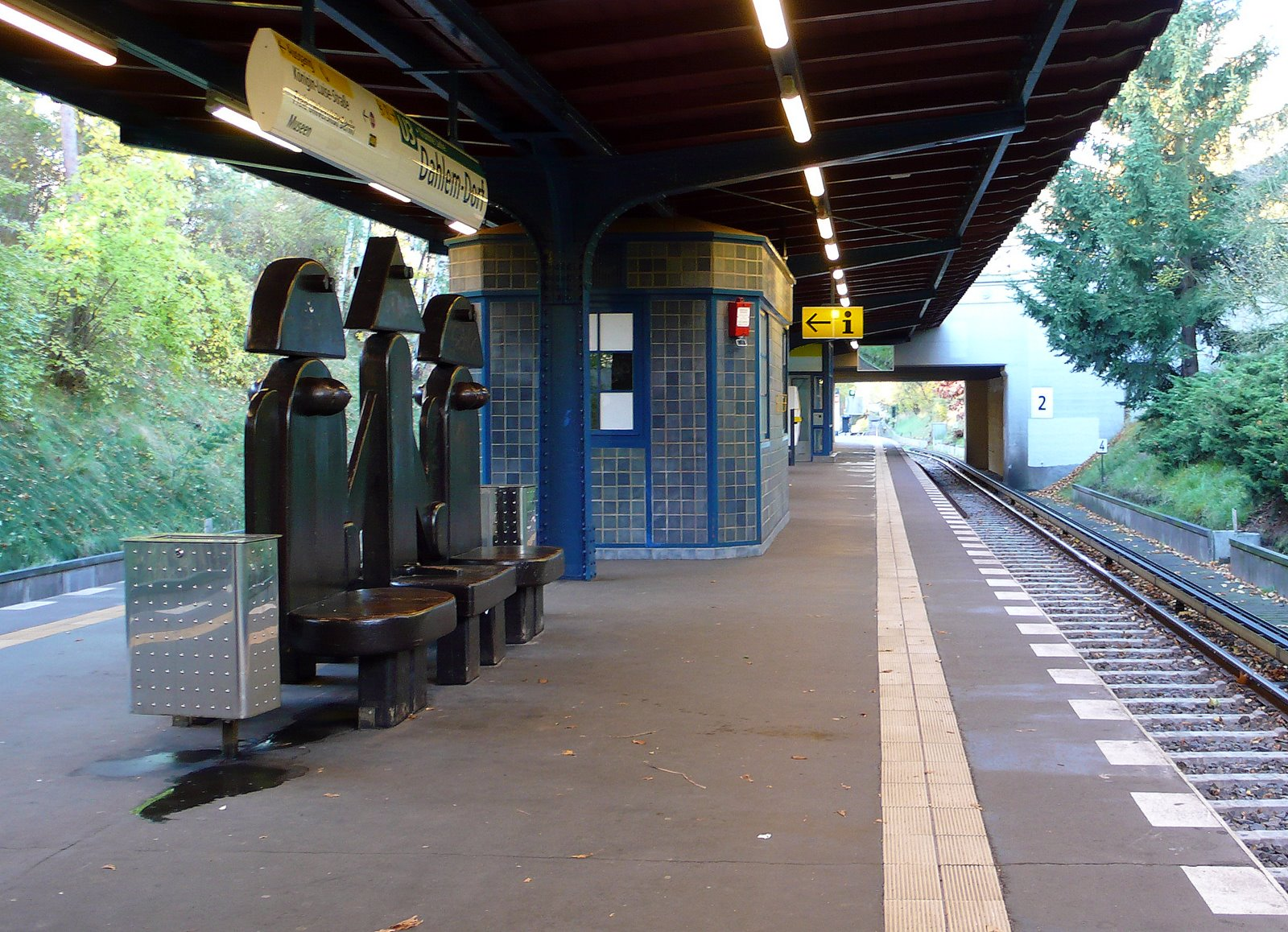
Perrong
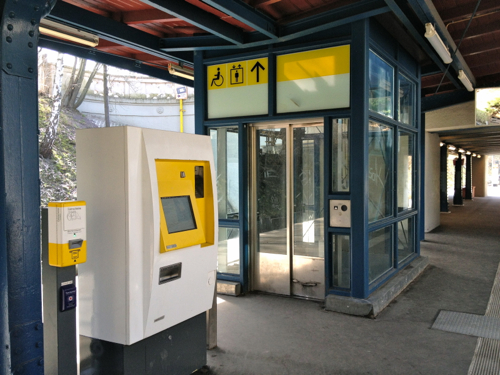
Hiss
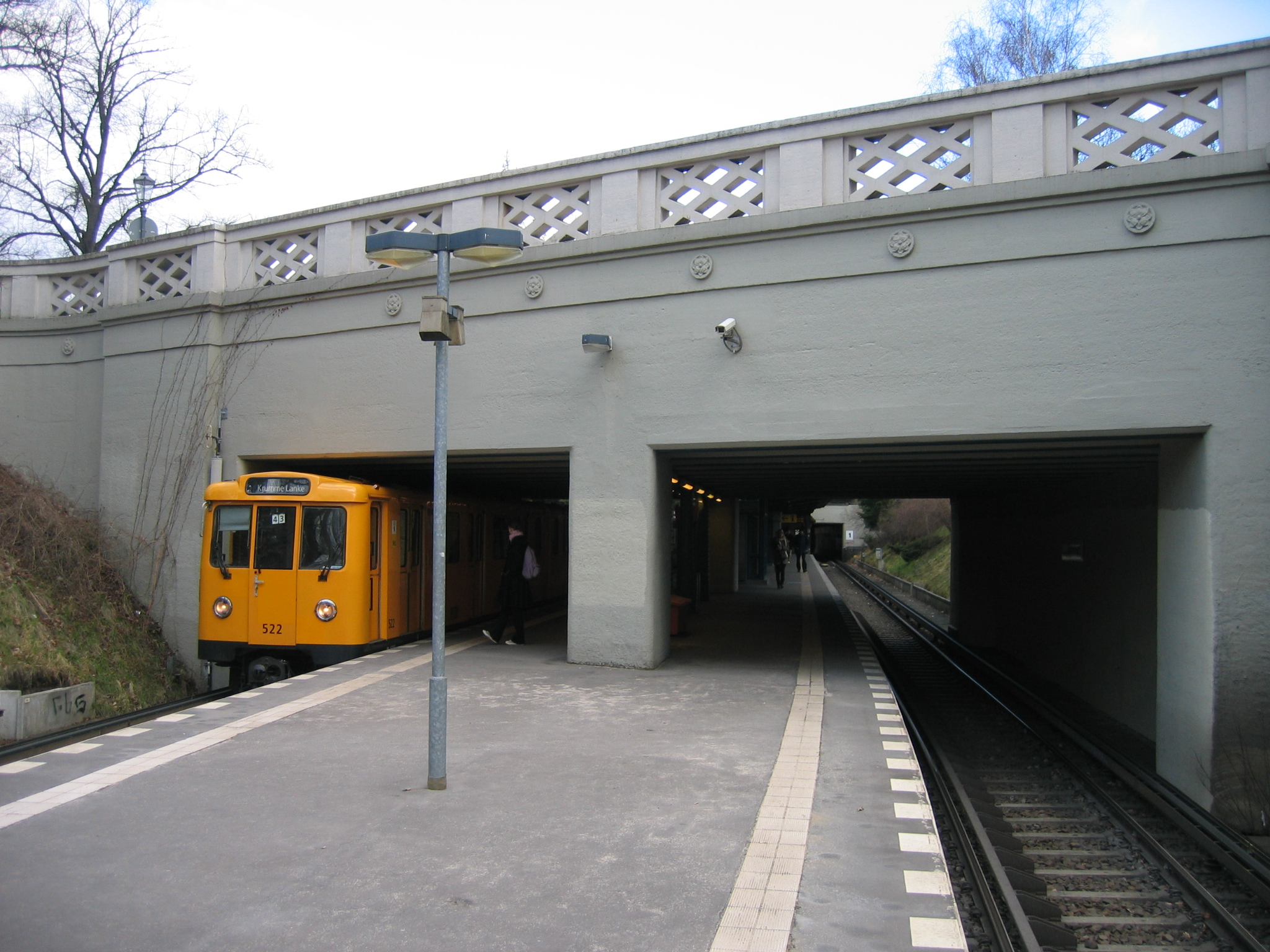
Bro